# Joaquin Wilde
Michael Paris, meglio noto con il ring name Joaquin Wilde (Manila, 5 ottobre 1986), è un wrestler statunitense sotto contratto con la WWE.
In precedenza era noto come DJZ e ha lottato nella Total Nonstop Action Wrestling/Impact Wrestling dove ha vinto due volte il TNA X Division Championship e una volta l'Impact World Tag Team Championship con Andrew Everett.

## Carriera

### Circuito indipendente (2004–2008)
Michael Paris debutta con il ring name di Shiima Xion il 21 agosto 2004 dove perde un match contro Jason Gory ed incomincia una faida con lo stesso Gory che riesce a sconfiggerlo a ICW No Excuses. Zema si riscatta e riesce a sconfiggerlo a ICW Super Indy V ed i due poi, superate le divergenze, formano un team chiamato BabyFace Fire.
Nel loro primo match il 7 luglio 2006 i BFF perdono contro Chris Hero e Claudio Castagnoli ed il 9 dicembre 2006 vincono i titoli ICW Tag Team Championship, regno che durerà fino a marzo 2007. I BFF la sera dell'8 dicembre 2007 riconquistano i titoli di coppia per la seconda volta in carriera e titoli che deterranno fino ad agosto del 2008.
L'11 maggio 2007 con il ring name Xion ha gareggiato nel torneo Super IWC Indy VI dove sconfisse Ruckus al primo turno e Super Hentai nella semifinale prima di perdere contro Larry Sweeney in finale. 

L'anno successivo, Xion ha gareggiato nel Super IWC Indy VII dove nel primo turno ha sconfitto "Altar Boy" Luca Hawx ed ha poi perso in semifinale contro il vincitore finale del torneo, Jerry Lynn. Nel settembre 2008, Xion ha sconfitto Marshall Gambino potendo qualificarsi per un altro torneo, per il vacante ICW World Heavyweight Championship. Xion riuscì a sconfiggere Justin Idol, John McChesney e Raymond Rowe potendo così passare alle finali e dove riuscì a sconfiggere Jimmy DeMarco e vincere l'ICW World Heavyweight Championship..
Shiima Xion ha fatto il suo debutto giapponese perdendo un match di coppia, il 22 giugno 2006 a Shinjuku, in Giappone. Xion è apparso anche nel Takayuki Mikami in coppia con Kudo e Susumu contro Kagetora, Yuko Miyamoto e Mannjimaru. Xion riuscì a vincere un match solo nel 2 luglio 2006, in cui Xion, Kudo, e Mikami sconfissero Harashima, Toru Owashi e Yusuke Inokuma.
Shiima Xion fece il suo debutto nella Desastre totale Ultraviolento il 3 maggio 2008 a Città del Messico in un match di coppia con Joe Lider contro El Generico e Boy Crazy. Xion ha perso la partita dopo un Brainbuster subito da El Generico. Xion tornò a DTU il 11 luglio 2009 in Tulancingo, Messico per un triple treath match contro Boy Crazy e Tiger Extreme. Xion perse dopo una Swanton Bomb da Tiger Extreme. Xion il 26 luglio 2009 gareggiò per il DTU Championship ma perse.
Paris ha combattuto anche da singolo sconfiggendo lottatori come Homicide, Chris Sabin, Jerry Lynn e Chavo Guerrero.

### Total Nonstop Action Wrestling (2011–2018)

#### Varie faide e TNA X Division Champion (2011–2013)

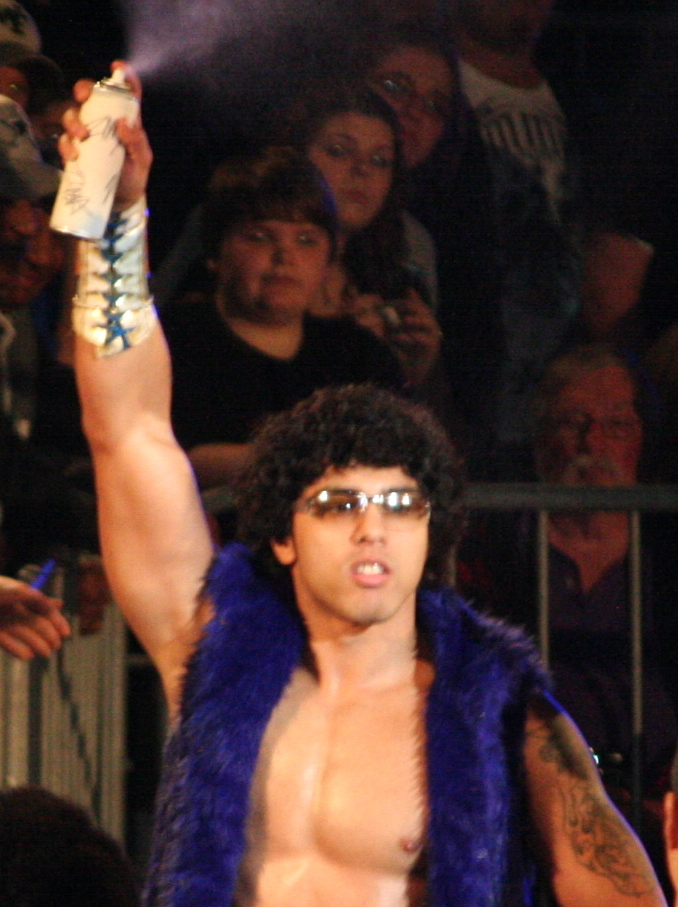
Zema Ion nel 2012

Il 23 giugno 2011 fece un'apparizione nella Total Nonstop Action Wrestling con il ring name Zema Ion sconfiggendo Dakota Darsow e Federico Palacios passando alle finali del torneo X Division con in palio un contratto nella TNA e dove lotto in un fatal four-way match che fu vinto da Austin Aries. 
 
Il 24 luglio firmò un contratto nella TNA e la settimana successiva sconfisse Mark Haskins ma perse un altro match contro Jesse Sorensen ed il 28 settembre partecipò ad un Ladder match a cinque ma ne uscì sconfitto. 

Il 29 settembre sconfisse Nese diventando Number One contender per il titolo TNA X Division Championship e così disputare il match tenutosi al Genesis che venne vinto da Austin Aries, perdendo la possibilità di diventare campione.
Paris diventò per la seconda volta Number One contender al titolo X Division sconfiggendo nel pay per view (PPV) Against All Odds Jesse Sorensen e per poi affrontare di nuovo Austin Aries nella puntata di Impact! dell'8 marzo 2012 e dove vinse per squalifica poiché Aries spruzzò su di lui il suo stesso spray per capelli. Zema quindi ottenne la sua terza title shot ma perse anche questo match a Victory Road per sottomissione (e sempre contro Aries). Partecipò ad un Fatal 4 way sempre con il titolo in palio ma il match si chiuse in un no contest per l'interferenza di Bully Ray. 

In aprile ed a maggio ottenne nuove possibilità di vincere il titolo ma perse semprecontro Austin Aries e l'8 luglio partecipò ad un torneo per determinare i quattro che si sarebbero sfidati la stessa sera per l'X Division Championship (reso vacante da Austin Aries che preferì concentrarsi sul titolo TNA World Heavyweight Championship), vincendo. Nella stessa sera sconfisse Kenny King, Mason Andrews e Sonjay Dutt in un Ultimate X match vincendo il titolo TNA X Division Championship. 

La settimana successiva sconfisse Dakota Darsow nonostante all'inizio si rifiutasse di combattere e nella puntata di iMPACT! del 26 luglio sconfisse Kenny King in un match titolato e grazie all'interferenza in suo favore di Bobby Roode. 

Nella puntata seguente, quella del 2 agosto si alleò con Roode per affrontare King e Aries per via dei fatti accaduti la scorsa puntata e venne schienato dallo stesso Kenny King che si aggiudicò il match ma che perse quello titolato ad Hardcore Justice.
A Bound For Glory viene sconfitto da Rob Van Dam perdendo così il titolo.

#### The BroMans (2013–2015)
Dopo aver speso diversi mesi fuori dal ring a causa di un infortunio, Paris fece il suo ritorno nella puntata di Impact del 28 novembre, alleandosi con i BroMans come loro DJ personale ed assumendo la nuova gimmick di DJ Z.

### WWE (2019–presente)

#### NXT(2019–presente)
Il 18 marzo 2019 venne annunciato che Paris avrebbe firmato con la WWE, confermando ciò ufficialmente il 14 maggio dello stesso anno. Il mese successivo, Paris adottò ufficialmente il ring name Joaquin Wilde, e venne successivamente annunciato che avrebbe preso parte all'NXT Breakout Tournament valevole per un'opportunità titolata all'NXT Championship, il titolo massimo del territorio di sviluppo di NXT. Il debutto di Wilde avvenne nel primo turno del torneo avvenuto nella puntata di NXT del 26 giugno dove venne sconfitto ed eliminato da Angel Garza, stabilendosi poi come un face. Nella puntata di NXT del 1º aprile Wilde venne sconfitto da Kushida, per poi venire rapito da due misteriosi uomini mascherati. Wilde tornò nella puntata di NXT del 10 giugno, insieme a Raul Mendoza (anch'egli rapito dai due uomini misteriosi), attaccando Drake Maverick e rivelandosi uno degli alleati dell'NXT Cruiserweight Champion ad interim Santos Escobar (in precedenza noto come El Hijo del Fantasma), effettuando di fatto un turn heel. L'8 luglio, nella seconda serata della puntata speciale NXT The Great American Bash, il Legado del Fantasma sconfisse i Breezango e Drake Maverick. Il 22 agosto, nel Pre-show di NXT TakeOver: XXX, Wilde e Mendoza presero parte ad un Triple Threat Tag Team match che comprendeva anche i Breezango e Danny Burch e Oney Lorcan per determinare i contendenti n°1 all'NXT Tag Team Championship ma il match venne vinto dai Breezango. Nella puntata speciale NXT Super Tuesday del 1º settembre il Legado del Fantasma venne sconfitto dai Breezango e Isaiah "Swerve" Scott in un Six-man Street Fight. Nella puntata di 205 Live del 15 gennaio Wilde e Mendoza sconfissero i Bollywood Boyz negli ottavi di finale del torneo del Dusty Rhodes Tag Team Classic. Nella puntata di NXT del 3 febbraio Wilde e Mendoza sconfissero poi i Lucha House Party (Gran Metalik e Lince Dorado) (appartenenti al roster di Raw) nei quarti di finale del torneo, ma il 10 febbraio vennero poi eliminati dagli MSK nelle semifinali del torneo. Il 7 aprile, nella prima serata di NXT TakeOver: Stand & Deliver, Wilde e Mendoza presero parte ad un Triple Threat Tag Team match per il vacante NXT Tag Team Championship che comprendeva anche i Grizzled Young Veterans e gli MSK ma il match venne vinto da questi ultimi. Il 13 giugno, a NXT TakeOver: In Your House, il Legado del Fantasma affrontò Bronson Reed e gli MSK, rispettivamente il primo detentore dell'NXT North American Championship e i secondi detentori dell'NXT Tag Team Championship, in un Winner Takes All Six-man Tag Team match per tutte e tre le cinture ma vennero sconfitti. Nella puntata di NXT 2.0 del 18 gennaio Wilde e Mendoza presero parte al torneo del Dusty Rhodes Tag Team Classic ma vennero eliminati da Edris Enofé e Malik Blade nei quarti di finale. Nella puntata di NXT 2.0 del 12 aprile Wilde e Cruz Del Toro (nuovo ring name di Raul Mendoza) presero parte ad un Gauntlet match per il vacante NXT Tag Team Championship ma vennero eliminati dai Creed Brothers. Il 4 giugno, a NXT In Your House, il Legado del Fantasma venne sconfitto da Tony D'Angelo, Channing "Stacks" Lorenzo e Troy "Two Dimes" Donovan e, come da stipulazione, il Legado dovette unirsi alla stable di D'Angelo. Nella puntata speciale NXT Heatwave del 16 agosto Escobar venne sconfitto da Tony D'Angelo in uno Street Fight nel quale, qualora Escobar avesse vinto, il Legado del Fantasma sarebbe uscito dalla stable di D'Angelo, ma poiché venne sconfitto lo stesso Escobar dovette abbandonare NXT (kayfabe) e, per questo motivo, venne visto poco dopo allontanarsi in macchina assieme a Del Toro, Wilde e la Lopez.

#### SmackDown(2022–presente)
Nella puntata di SmackDown del 7 ottobre fece il suo ritorno assieme a Cruz Del Toro e Santos Escobar e, affiancati da Zelina Vega, debuttarono nel roster principale attaccando l'Hit Row (Ashante "Thee" Adonis, B-Fab e Top Dolla). Del Toro e Wilde debuttarono sul ring la settimana dopo, a SmackDown, sconfiggendo proprio Adonis e Dolla. Nella puntata di SmackDown del 20 gennaio Wilde e Del Toro sconfissero i Maximum Male Models (ma.çé e mån.sôör̃) nel primo turno del torneo per determinare i contendenti n°1 allo SmackDown Tag Team Championship degli Usos. La settimana dopo, però, Del Toro e Wilde vennero eliminati dall'Imperium (Giovanni Vinci e Ludwig Kaiser) nella semifinale. Nella puntata di SmackDown del 31 marzo partecipò all'annuale André the Giant Memorial Battle Royal ma venne eliminato. Nella puntata di NXT del 16 gennaio Del Toro e Wilde parteciparono al Dusty Rhodes Tag Team Classic eliminando la Chase U (Duke Hudson e Riley Osborne) nel primo turno, ma vennero eliminati da Carmelo Hayes e Trick Williams nella semifinale (svoltasi il 30 gennaio ad NXT). Nella puntata di SmackDown del 2 febbraio Del Toro e Wilde parteciparono ad un fatal four-way tag team match che comprendeva anche Angel e Berto, Pete Dunne e Tyler Bate e i Pretty Deadly per determinare i nuovi sfidanti all'Undisputed WWE Tag Team Championship ma a vincere furono Dunne e Bate. Nella puntata di SmackDown del 15 marzo Del Toro e Wilde vennero sconfitti da Angel e Berto, non riuscendo a qualificarsi per il ladder match per l'Undisputed WWE Tag Team Championship a WrestleMania XL.

## Personaggio

### Mosse finali
- 630º senton
- Gory bomb – TNA
- Bible Black (Running double high knee su un avversario seduto)
- Filipino Destroyer (Inverted snapmare driver)
- From Lust to Dust (Snapmare driver)
- Submission Impossible (Wrist-clutch reverse crucifix armbar) – TNA
- ZDT (Rolling Thunder in un Jumping DDT)

### Soprannomi
- "The Filipino Flex Factory"
- "The Filipino Playboy" (Ring Ka King)
- "The Future of Fashion"
- "The Virgin Slayer"
- "That Yung Go-Hard"

## Titoli e riconoscimenti
- AAW: Professional Wrestling Redefined
  - AAW Heritage Championship (2)
- Absolute Intense Wrestling
  - AIW Absolute Championship (1)
  - AIW Intense Championship (1)
  - AIW Tag Team Championship (1) – con Blaze Shawn
  - Battle Bowl (2011)
  - Todd Pettengill Invitational (2011)
- Championship Wrestling Experience
  - CWE Undisputed Championship (1)
- Dramatic Dream Team
  - Takechi Six Man Tag Scramble Cup (2006) – con Kudo e Mikami
- Far North Wrestling
  - FNW Cruiserweight Championship (2)
- Glory Pro Wrestling
  - United Glory Tag Team Championship (1) – con Everett Connors
- Real Championship Wrestling
  - RCW Cruiserweight Championship (1)
- Independent Wrestling Association East Coast
  - IWA East Coast Zero-G Crown (2008)
- International Wrestling Cartel
  - IWC Heavyweight Championship (2)
  - IWC Super Indy Championship (2)
  - IWC Tag Team Championship (2) – con Jason Gory
  - IWC Super Indy IX Tournament (2010)
- International Pro Wrestling
  - IPW Texas Heavyweight Championship (3)
- Lucha Libre AAA Worldwide
  - Best Match of the Night (2017) con Andrew Everett vs. Drago e Aerostar
- New Era Pro Wrestling
  - NEPW United States Tag Team Championship (1) – con Jason Gory
- Pro Wrestling Illustrated
  - 71º tra i 500 migliori wrestler singoli su PWI 500 (2013)
- Real Championship Wrestling
  - RCW Cruiserweight Championship (1)
- Total Nonstop Action Wrestling/Impact Wrestling
  - TNA X Division Championship (2)[20]
  - Impact World Tag Team Championship (1) – con Andrew Everett
  - TNA X Division Championship Tournament (2012)
  - Feast of Fired (2013 – X Division Championship contract)